# Eunidia flavoornata
Eunidia flavoornata är en skalbaggsart som beskrevs av Stefan von Breuning 1981. Eunidia flavoornata ingår i släktet Eunidia och familjen långhorningar. Inga underarter finns listade i Catalogue of Life.